# Мохамед Абу Габал
Мохамед Котб Абу Габал Али (арап. محمد قطب أبو جبل علي; 29. јануар 1989), познат и као Габаски, професионални је египатски фудбалер који игра на позицији голмана. Тренутно наступа за клуб Национална банка Египта и за репрезентацију Египта.

## Репрезентативна каријера
Дана 3. септембра 2011. Абу Габал је дебитовао за репрезентацију Египта у поразу од Сијера Леонеа резултатом 2:1. Од тог тренутка није наступао за Египат пуних 10 година, све до меча против Либерије. Био је у саставу репрезентације на Афричком купу нација 2021. када је ушао као измена у осмини финала против Обале Слоноваче. Одбранио је пенал Ерика Бајиа и помогао Египту да прође у четвртфинале. У полуфиналу је одбранио два пенала и тако омогућио Египту финале. Габаски је играо у финалу Афричког купа нација 2021, где је одбранио пенал Садију Манеу и направио низ импресивних одбрана да би одржао резултат 0:0 након завршетка продужетака. Бриљирао је и у извођењу једанаестераца, али је Египат ипак поражен. Габаски је на крају иазабран за играча утакмице.

## Статистика каријере

### Репрезентативна
Ажурирано 26. март 2024.
| Репрезентација | Година | Утакмице | Голови |
| -------------- | ------ | -------- | ------ |
| Египат         | 2011   | 1        | 0      |
| Египат         | 2021   | 2        | 0      |
| Египат         | 2022   | 6        | 0      |
| Египат         | 2023   | 1        | 0      |
| Египат         | 2024   | 4        | 0      |
| Укупно         | Укупно | 14       | 0      |